# Sunifred II. (Urgell)
Sunifred II., auch Sunifredo genannt (geboren um 890; † 948), war von 897 bis zu seinem Tode Graf von Urgell in Katalonien. Er war der Sohn von Wilfried I., Graf von Barcelona, Besalú, Girona, Osona, Urgell und Cerdanya, und der Gunidilda Flanders.
Er tritt erstmals 897, dem Todesjahr seines Vaters, auf. Seine älteren Brüder erhielten die Grafschaft Barcelona, Girona und Osona (Wilfried II. und Suniario I.) bzw. Besalú und Cerdanya (Miró), er selbst übernahm die Grafschaft Urgell.
Sunifred heiratete Adelais von Toulouse, eine Tochter von Graf Armengol von Rouergue aus dem Haus Toulouse (deren Schwester Richilde 920/925 Sunifreds Bruder Suniario heiratete), mit der er drei Kinder hatte: Armengol, Borrell und Gisla, die spätere Ehefrau des Bernardo von Conflent. Seite Gemahlin wurde im Jahr 949 Äbtissin des Klosters San Juan de Ripoll.